# مارگارته شوته لیهوتسکی
مارگارته شوته-لیهوتسکی (۲۳ ژانویه ۱۸۹۷ تا ۱۸ ژانویه ۲۰۰۰) اولین زن معمار اتریشی و فعال جنبش مقاومت نازی بود. امروزه او را بیشتر به خاطر طراحی چیزی که به آشپزخانه فرانکفورتی مصطلح شده‌است، می‌شناسند.

## اوایل زندگی و تحصیلات
مارگارته لیهوتسکی در تاریخ ۲۳ ژانویه ۱۸۹۷ در یک خانواده بورژایی در وین متولد شد. دختر یک کارمند دولت، با افکار لیبرالیستی که تمایلات صلح طلبانه اش سبب شد تا در امپراطوری هاسبورگ و در تأسیس جمهوری از وی استقبال شود. در سال ۱۹۱۸ لیهوتسکی به عنوان اولین دانشجوی زن در دانشگاه هنرهای کاربردی وین پذیرفته شد، جایی که هنرمندان معروفی چون جوزف هوفمان، آنتون هاناک و اسکار کولوشکا تدریس می‌کردند. در ابتدا لیهوتسکی به خاطر جنسیتش نمی‌توانست تا وارد دانشگاه شود. مادرش یکی از دوستان نزدیک را قانع کرد تا از هنرمند معروف گوستاو کلمیت درخواست کند تا توصیه نامه‌ای برای مارگارته بنویسد. لیهوتسکی در جشن تولد ۱۰۰ سالگی اش در ۱۹۹۷ زمانی که خاطرات گذشته را دربارهٔ تصمیمش دربارهٔ تحصیل در رشته معماری بیان می‌کرد، اینگونه گفت که: «در ۱۹۱۶ هیچ‌کس راضی نمی‌شد تا یک زن را مامور ساخت یک خانه کند - حتی خود من»
وی تحصیل معماری را زیر نظراسکار استراند پی گرفت و جوایزی را برای طراحی‌هایش حتی قبل از فارق شدنش از تحصیل دریافت نمود. استراند یکی از پیشگامان مسکن اجنماعی در آن زمان در وین بود، طراحی مسکنی که هم راحت باشد هم قابل خرید توسط طبفه کارگر. لیهوتسکی تحت تأثیر استراند متوجه شد که ایجاد ارتباط بین طراحی و عملکرد تمایل جدیدی خواهد بود که در آینده به‌طور فزاینده‌ای مورد توجه قرار می‌گیرد. وی پس از فارق التحصیلی در میان پروژه‌های خود با استاد خود، آدولف لوس در طراحی مسکن‌هایی برای بازماندگان جنگ جهانی اول همکاری کرد.

## طراحی مسکونی
در ۱۹۲۶ لیهوتسکی توسط ارنست مِی به شورای شهر فرانکفورت دعوت شد جایی که مشغول کار روی پروژه «فرانکفورت جدید» شد. در اختیار مِی قدرت سیاسی و منابع مالی گذاشته شده بود تا مشکل کمبود مسکن در فرانکفورت را حل کند. ارنست مِی و لیهوتسکی به همراه دیگر معمارانی که مِی به کارگرفته بود، با موفقیت توانستند شفافیت عملکردی و ارزش‌های انسانی را برای هزاران واحد آپارتمانی شهری به ارمغان بیاورند.
لیهوتسکی کار خود را با طراحی مهد کوددک، خانه دانش آموزان، مدارس و ساختمان‌های عمومی مشابه ادامه داد. در فرانکفورت بود که با همکارش ویلهلم شوته آشنا شد و چند سال بعد با وی ازدواج کرد.

## آشپزخانه فرانکفورتی

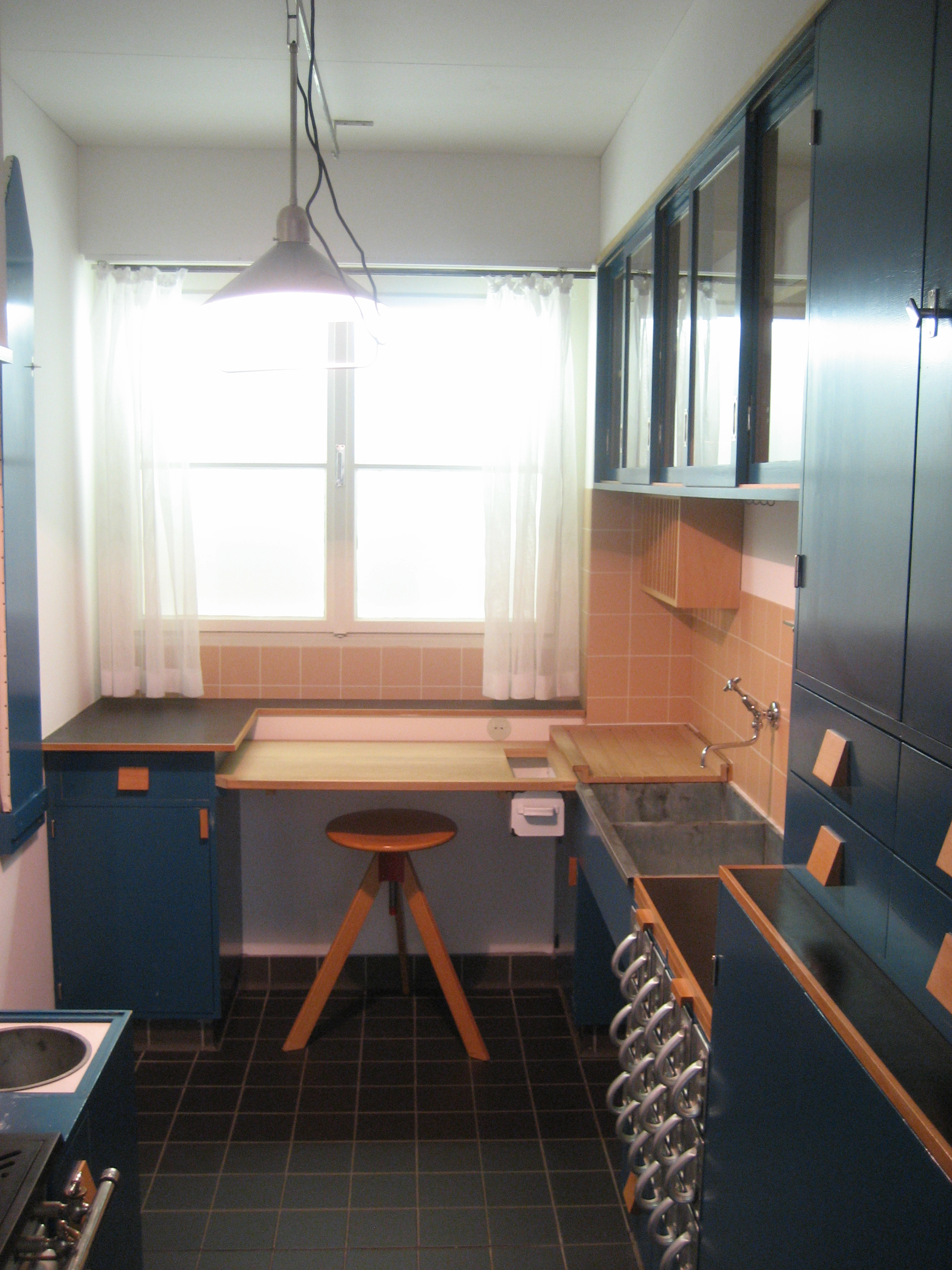
The Frankfurt Kitchen

لیهوتسکی در ضمن پروژه «فرانکفورت جدید» آشپزخانه فرانکفورتی را در سال ۱۹۲۶ طراحی کرد، نمونه اولیه آشپزخانه‌های درون-ساختی که امروزه در غرب متداول است. بر اساس تحقیقات علمی که توسط فریدریک وینسلو تیلور و خود وی انجام پذیرفت لیهوتسکی از آشپزخانه یک «رستوران محرک واگونی» الهام گرفت تا یک «آزمایشگاه خانه‌داری» طراحی کند، جای که از حداقل فضا برای ارئه حداکثر امکانات به مادران خانه‌دار استفاده شود. در آخر شورای شهر فرانکفورت ۱۰۰۰۰ آشپزخانه پیش ساخته را در خانه‌های جدیدی که برای کارگران ساخته شده بود نصب کرد.
شوته- لیهوتسکی در تولد ۱۰۰ سالگی اش چنین گفت که: «متعجب خواهید شد اگر بدانید که تا پیش از اینکه ایده آشپزخانه فرانکفورتی به ذهنم خطور کند، هیچ وقت آشپزی نکرده بودم. در خانه پدری در وین مادرم آشپزی می‌کرد و در فرانکفورت به رستوران می‌رفتم. من آشپزخانه را به عنوان یک معمار طراحی کردم، نه به عنوان یک زن خانه‌دار».

## فعالیت‌ها در دوره جنگ
وقتی که در شرایط سیاسی در جمهوری وایمار شروع شد به بدتر شدن و تمایل به نگاه‌های راست گرایانه پیدا شد، لیهوتسکی به گروهی متشکل از ۱۷ معمار پیوست. گروهی به نام «تیپ مِی» که توسط ارنست مِی و همسرش اریک مانتر رهبری می‌شد. در ۱۹۳۰ آن‌ها با قطار به مسکو رفتند و آنجا مامور شدند برای کمک به محقق شدن برنامه ۵ ساله استالین، برای مثال ساختن شهر صنعتی ماگنیتوگورسک در جنوب کوههای اورال. وقتی که به آنجا رسیدند چیزی نبود جز کلبه‌های گِلی و سربازخانه‌ها: در مدت کوتاهی می‌بایست ۲۰۰۰۰۰ ساکن را در آنجا جای می‌دادند که بیشترشان در صنایع فولاد کار می‌کردند. گروه مامور به ساخت ۲۰ شهر طی مدت ۳ سال بود، شرایط سیاسی به هم ریخته و نا به سامان بود و نتایج دلخواه به دست نمی‌آمد. ارنست مِی روسیه را در سال ۱۹۳۳ زمانی که قردادش به اتمام رسید ترک کرد.
به جز چند سفر کوتاه کاری به ژاپن و چین، لیهوتسکی تا سال ۱۹۳۷ در اتحاد جماهیر شوروی ماند، زمانیکه «پاکسازی بزرگ» استالین زندگی را در روسیه خطرناک و غیرقابل تحمل کرده بود. لیهوتسکی و شوهرش در ابتدا به لندن و سپس به پاریس رفتند. همچنین در ۱۹۳۳ لیهوتسکی برخی از کارهایش را در نمایشگاه جهانی شیکاگو، قرن پیشرفت ارئه داده بود.
در ۱۹۳۸ شوته- لیهوتسکی به همراه همسرش برای تدریس در آکادمی هنرهای زیبا در استانبول به ترکیه دعوت شدند تا به معمار آلمانی تبعید شده برونو تات بپیوندند. متأسفانه تات مدت کوتاهی پس از حضور آن‌ها در ترکیه از دنیا رفت. لیهوتسکی همچنین غرفه‌های مهدکودک را بر اساس ایده‌های ماریا مونتسوری طراحی کرد. در آستانه جنگ جهانی دوم استانبول مکان امنی برای ملافات بسیاری از اروپائیان تبعید شده بود. مقصد مشترکی برای تبعیدی‌های آلمانی بود و آنجا بود که لیهوتسکی هنرمندان بسیاری را ملاقات کرد مانند موسیقی دانانی چون بلا بارتوک و پائول هیندمیت.
همچنین در استانبول با یکی از هموطنان خود به نام هربرت آیزهولزر ملاقات کرد، معماری که در آن زمان مشغول ساماندهی «مقاومت کومونیست» در برابر رژیم نازی بود. در ۱۹۳۹ لیهوتسکی به حزب کومونیست اتریش پیوست و در دسامبر ۱۹۴۰ به همراه آیزهولرز به وین بازگشت تا به‌طور محرمانه با جنبش مقاومت کومونیست (KPO) ارتباط برقرار کند. لیهوتسکی ملاقاتی را با یکی از سران مقاومت با نام مستعار «گربر» داشت و قبول کرد تا خط ارتباطی را با استانبول برقرار سازد. او «گربر» را در کافه ویکتوریا در ۲۲ ژانویه ۱۹۴۱ ملاقات کرد. جایی که بوسیله گشتاپو دستگیر شدند. در حالیکه آیزهولزر و دیگر «توطئه گران» به جرم «خیانت» محکوم و در سال ۱۹۴۳ اعدام شدند، لیهوتسکی تنها به ۱۵ سال حبس در باواریا محکوم شد، جایی که آخر سر بوسیله ارتش آمریکا در ۲۹ آوریل ۱۹۴۵ آزاد شد.

## بعد از جنگ

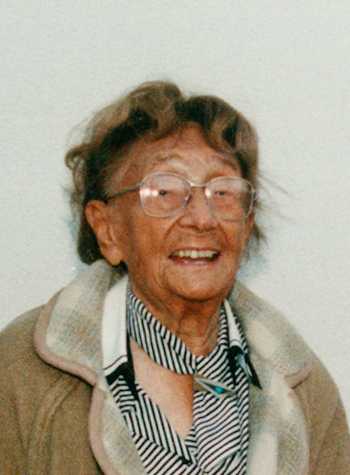
مارگارت شوته-لیهوتسکی

بعد از جنگ به صوفیه پایتخت بلغارستان رفت و بالاخره در سال ۱۹۴۶ به وین، زادگاهش بازگشت. بر خلاف اینکه تعداد بسیاری از ساختمان‌ها در تمام کشور نابود شده بودند و می‌بایست که از نو ساخته می‌شدند، عقاید سرسختانه سیاسی لیهوتسکی –او یک کومونیست باقی ماند- مانع از آن شد تا ماموریت‌های عمومی در اتریشِ پس از جنگ به وی محول شود. در نتیجه غیر از طراحی چند خانه خصوصی، لیهوتسکی به عنوان مشاور در چین، کوبا، و جمهوری دموکراتیک آلمان مشغول به کار شد. وی در سال ۱۹۵۱ از همسرش ویلهلم شوته جدا شد.
اگرچه دیر، ولی بالاخره دستاوردهایش به وسیله دولت اتریش به رسمیت شناخته شد. در ابتدا وی تنها به خاطر فعالیت‌های غیر معمارانه اش شناخته شد: در سال ۱۹۷۷ مدالی را برای کارهای صلح طلبانه اش و ۱۹۷۸ نشان افتخاری را برای فعالیت در مقاومت دریافت کرد. وی در سال ۱۹۸۰ برنده جایزه معماری شهر وین شد. در سال ۱۹۸۵ کتاب «خاطرات مقاومت» را منتشر کرد. در ۱۹۸۸ قرار بود تا مدال دانش و هنر اتریش را به وی اهدا کنند ولی لیهوتسکی آن را نپذیرفت چون قرار بود تا توسط کورت والدهِیم رئیس‌جمهور وقت اتریش کسی که متهم به سرپوش گذاشتن روی روابطش با نازی‌ها بود، به وی اعطا شود. سرآخر در سال ۱۹۹۲ آن را پذیزفت.
در ۱۹۹۰ یک ماکت از «آشپزخانه فرانکفورتی» در موزه هنرهای کاربردی وین به نمایش گذاسته شد.
وی در جشن تولد صد سالگی خود در سال ۱۹۹۷ زمانی که با شهردار وین والس می‌رقصید گفت: «لذت خواهم برد، برای یک تغییر، از طراحی یک خانه برای یک مرد ثروتمند». مارگاریت شوته لیهوتسکی مورخ ۱۸ ژانویه ۲۰۰۰ در وین در اثر آنفلوانزا درگذشت، پنج روز قبل از تولد ۱۰۳ سالگی اش.
رابین آرچه خواننده، نویسنده و کارگردان اتریشی فیلمنامه‌ای را بر اساس زندگی شوته لیهوتسکی نوشتو فیلم «معمار» توسط آدام کوک بر همین اساس ساخته شد.

## افتخارات و جوایز
- جایزه معماری شهر وین – ۱۹۸۰
- مدال افتخار دانش و هنر – ۱۹۹۲
- مدال افتخار طلا برای خدمت به جمهوری اتریش - ۱۹۹۷